# هنري جورج توماس بيري
هنري جورج توماس بيري هو سياسي كندي، ولد في 18 مارس 1889، وتوفي في 26 ديسمبر 1959.